# Мађарска Совјетска Република
Мађарска Совјетска Република (мађ. Magyarországi Tanácsköztársaság) је била краткотрајна социјалистичка држава, утемељена на територији данашње Мађарске. Период постојања Мађарске Совјетске Републике познат је и под именом Мађарска револуција 1919. За време трајања револуције, на власти је била заједничка влада комуниста и социјалиста. Револуција је започела 21. марта, оставком владе Михаља Карољија, а укинута је 6. августа 1919. године, када је нову владу образовао адмирал Миклош Хорти.

## Стање пре совјетске револуције
Након завршетка Првог светског рата, стање у Европи и даље није било стабилно. Нове државе, настале распадом Аустроугарске монархије, још увек су тражиле политички пут којим ће поћи. Мађарска, која је била међу пораженима у рату, изгубила је око две трећине своје територије. Та територија је претежно расподељена новим сувереним земљама у којима је већина народа пре 1918. године морала да трпи мађарски хегемонизам унутар Угарског краљевства. Још пре краја рата, у Угарској је завладала криза власти, па се 22. октобра 1918. године догодио пад Векерлеове владе. 31. октобра, нови мандат добио је Михаљ Кароли, те је образовао нову владу. 16. новембра скупштина је прогласила републику Мађарску.
Под утицајем револуционарног врења у Русији, 20. новембра основана је Комунистичка партија Мађарске у којој су најзначајнији вође били Бела Кун, Тибор Самуели и Ђерђ Лукач. 20. фебруара 1919. године, Бела Кун и други руководиоци Комунистичке партије Мађарске су ухапшени, али остају у затвору кратко време.
Дана 19. марта 1919. Антантин пуковник Викс обавестио је мађарску владу о окупацији рејона Дебрецина и Макоа, на чијој је територији формирана нова неутрална зона између Мађарске и Румуније. Одбивши да призна капитулантски споразум, Каролијева влада је 21. марта поднела оставку.

## Успостава Совјетске републике
Након подношења оставке Карољијеве владе, социјалисти су се удружили са комунистима и у ноћи 21. марта 1919. године формирана је револуционарна влада нове Мађарске Совјетске Републике, чији је председник био Шандор Гарбај.
Потези нове власти били су:
- 25. марта национализована су сва рударска, индустријска и трговачка предузећа са преко двадесет запослених
- 26. марта реорганизовано је правосуђе на темељу народне и револуционарне основе
- 29. марта донесен је декрет о национализовању школа
- 2. априла донесен је привремени устав
- 3. априла национализована је сва земља површином већа од 350 m2
- 7. априла одржани су избори за совјете

## Контрареволуционарна офанзива
4. и 5. априла 1919. године, владу у Будимпешти посетио је Антантин генерал Сматс ради испитивања стања нове власти. Упркос томе што је нова власт била стабилна, силе Антанте су у страху од ширења социјалистичких револуција одлучиле предузети мере против мађарске револуционарне власти. Под одобрењем Антанте, Крунски савет Румуније одлучио је 10. априла 1919. да започне операције против Мађарске Совјетске Републике. Већ 16. априла, румунске трупе прешле су демаркациону линију. Крајем априла и чехословачке су трупе ступиле у борбу против мађарске Црвене армије. Мађарска је влада брзо реаговала, па је социјалдемократа Вилмош Бем постављен за заповедника мађарске војске на источном фронту, а Аурел Штромфелд именован је за шефа главног штаба.
У почетку су мађарске снаге доживљавале неуспехе, а један од њих је био пораз Мађарске трансилванске дивизије и предаја непријатељу. 1. маја дошло је до спајања румунско-чехословачких трупа. Револуционарна власт у Будимпешти покренула је мобилизацију радника и формирала нове војне одреде. Нове снаге су убрзо ослободиле Солнок и успоставиле фронт на реци Тиси. На северу је генерал Ракоши ослободио Шалготарјан од чехословачких трупа.
У идуће две седмице, мађарска Црвена армија стигла је до словачких низија. 9. јуна, Црвена армија заузела је Прешов (мађ. Eperjes), где је 16. јуна проглашена Словачка Совјетска Република. 28. јуна у Кошицама (мађ. Kassa) је образован извршни револуционарни Совјет на чијем је челу био социјалиста Антонин Јаноушек.
За то су време у влади у Будимпешти започеле размирице између комуниста и социјалиста, јер се чинило да је револуција пред падом, а нада за спајањем мађарске и руске Црвене армије је била све слабија. 12. јуна на Првом конгресу сукоб између комуниста и социјалиста је изашао на отворено, али је јединство формално потврђено због бриге на реаговање радничких маса. Владу је 24. јуна додатно дестабилизовао неуспешан покушај тзв. пуча Лудвикове академије у Будимпешти. Овим пучем била је окончана офанзивна фаза мађарске револуције, а покренута је и фаза црвеног терора како би се сузбиле остали потенцијални контрареволуционарни покушаји рушења власти.
Пошто се чинило да би револуционарна власт у Мађарској ускоро могла да падне, у Бечу је формирана буржоаска влада грофа Бетлена, а у Араду влада на челу са грофом Ђулом Карољем. Владе су упутиле позив адмиралу Миклошу Хортију да образује контрареволуционарну армију, која би дефинитивно срушила револуционарну владу у Будимпешти. Почетком јула 1919. године, против Мађарске Совјетске Републике концентрисане су француске, румунске, југословенске и трупе мађарских политичких емиграната.
Вилмош Бем је 5. јула сазвао у Будимпешти тајни састанак социјалдемократа на којем је предложено обарање совјетске владе, али му намера није успела, па је 10. јула дао оставку на положај министра рата.
Дана 24. јула, руска Црвена армија покренула је офанзиву према Румунији како би се што пре спојили са мађарским револуционарним снагама. Између 26. и 27. јула, главнина румунске војске прешла је Тису и кренула према Будимпешти.

## Крај револуције
Пошто је било све мање шанси да мађарској влади стигне помоћ руске Црвене армије, а Антантине трупе су све више напредовале, револуционарни Совјет поднео је оставку 1. августа 1919. године. Социјалистичко-комунистичку владу заменила је прелазна влада социјалдемократе Ђуле Пеидла. У ноћи између 1. и 2. августа Бела Кун и остали руководиоци револуције отпутовали су из Будимпеште у Беч. Група око Тибора Самуелија одлучила је да пружи отпор контрареволуционарним снагама, али су погинули у близини аустријско-мађарске границе.
У идућих неколико дана румунске снаге заузеле су Будимпешту, а након тога је диљем Мађарске уследио „бели терор“, те антибољшевички и антисемитски погроми. Нову мађарску владу 6. августа образовао је адмирал Хорти, који је постао регент новопроглашене Краљевине Мађарске.

## Састав совјетске владе у Мађарској
Председник совјетске владе у Мађарској био је Јеврејин Бела Кун. Поред њега, владу су чинила још (по рођењу) два католика, Шандор Гарбај и Бокањи Дежо, и још десет Јевреја: Самуел Тибор, Ваго Бела, Pogany Josef, Böhm Vilmoš - министар рата, Lander Bela, Ђерђ Лукач - министар културе, Weltner Jakhab, Hamburger Jeno, Lengyel Seno - министар финансија, Varga Jeno - министар трговине.